# Tomáš Kubalík
Tomáš Kubalík (* 1. Mai 1990 in Pilsen, Tschechoslowakei) ist ein ehemaliger tschechischer Eishockeyspieler, der für die Columbus Blue Jackets zwölf Spiele in der NHL absolvierte. Sein jüngerer Bruder Dominik Kubalík ist ebenfalls professioneller Eishockeyspieler.

## Karriere
Tomáš Kubalík begann seine Karriere beim Eishockeyclub seiner Heimatstadt Pilsen, bevor er mit 19 Jahren in die kanadische Juniorenliga zu den Tigres de Victoriaville wechselte, die ihn beim CHL Import Draft 2007 an neunter Position ausgewählt hatten. In der Saison 2009/10 konnte er dort so überzeugen, dass er von den Columbus Blue Jackets verpflichtet wurde und in den nächsten Jahren für deren Organisation aktiv war. So spielte er für das Farmteam der Blue Jackets, die Springfield Falcons, in der AHL, hatte aber auch insgesamt 12 Einsätze in der NHL, in welchen er auf 1 Tor und 3 Assists kam. In der Saison 2012/13 wurde er für Spencer Machacek an die Winnipeg Jets abgegeben, kam aber nur für deren Farmteam, die St. John’s IceCaps, für 10 Spiele (3 Assists) in der AHL zum Einsatz.
Für die Saison 2013/14 wechselte Kubalík zurück in seine Heimat, zum in der KHL spielenden Verein HC Lev Prag. In dieser Saison hatte er verletzungsbedingt wenig Einsätze und nach dem Rückzug des Vereins vom Spielbetrieb wechselte er zusammen mit seinem Landsmann Michal Birner in die finnische Eishockeyliga zu Kalevan Pallo.
In der Saison 2015/16 war er für den ERC Ingolstadt in der Deutschen Eishockey Liga aktiv und konnte in der Spielzeit für die Oberbayern 27 Punkte (14 Tore) erzielen.
In der Saison 2016/17 stand Kubalík zunächst beim slowakischen KHL-Vertreter HC Slovan Bratislava unter Vertrag, wechselte aber im Januar 2017 zu Sport Vaasa in die finnische Liiga. Die folgende Spielzeit 2017/18 schloss er sich dem Aufsteigerverein in die höchste Eishockeyliga seines Heimatlandes Tschechien dem HC Dukla Jihlava an, konnte jedoch dessen direkten Wiederabstieg nicht verhindern. Zum Ende der Saison wechselte er innerhalb der tschechischen Liga zum HC Plzeň, mit denen er in den Playoffs dem späteren Meister HC Kometa Brno unterlag.
Für die Saison 2018/19 unterzeichnete Kubalik einen Vertrag mit dem DEL2-Team Eispiraten Crimmitschau. Ohne Spieleinsatz für die Westsachsen wurde der Vertrag jedoch im November 2018, auf Grund von gesundheitlichen Problemen des Tschechen, wieder aufgelöst. Später spielte er noch in Tschechien, Polen und Frankreich, wo er mit Brest Albatros Hockey 2022 die zweitklassige Division 1 gewann, bevor er beim ERV Schweinfurt seine Karriere ausklingen ließ.

### International
Kubalík nahm mit der Tschechischen U18 an der Weltmeisterschaft 2007, als die Tschechen aus der Top-Division absteigen mussten, und an der Weltmeisterschaft der Division I 2008, als er als Torschützenkönig des Turniers und bester Spieler seiner Mannschaft zum sofortigen Wiederaufstieg maßgeblich beitrug, teil. Mit der U20-Auswahl spielte er bei den Weltmeisterschaften dieser Altersklasse 2009 und 2010 jeweils in der Top-Division. Er wurde 2014/15 vereinzelt auch in die tschechische Eishockeynationalmannschaft berufen.

## Erfolge und Auszeichnungen
- 2008 Aufstieg in die Top-Division bei der U18-Weltmeisterschaft der Division I, Gruppe A
- 2008 Torschützenkönig bei der U18-Weltmeisterschaft der Division I, Gruppe A
- 2022 Gewinn der Division 1 mit Brest Albatros Hockey

## Karrierestatistik

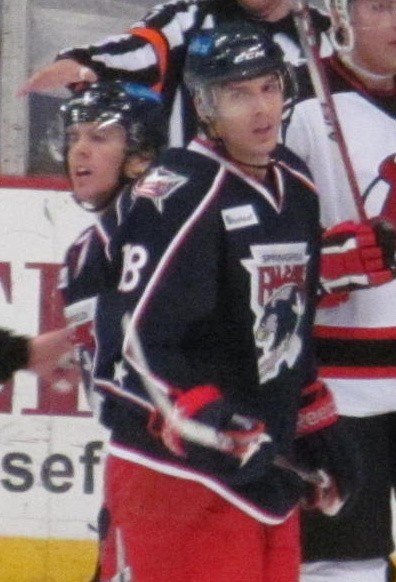
Tomáš Kubalík im Trikot der Springfield Falcons

(Legende zur Spielerstatistik: Sp oder GP = absolvierte Spiele; T oder G = erzielte Tore; V oder A = erzielte Assists; Pkt oder Pts = erzielte Scorerpunkte; SM oder PIM = erhaltene Strafminuten; +/− = Plus/Minus-Bilanz; PP = erzielte Überzahltore; SH = erzielte Unterzahltore; GW = erzielte Siegtore; 1 Play-downs/Relegation; Kursiv: Statistik nicht vollständig)